# Ilse Kokula
Ilse Kokula (Żagań, 13 de enero de 1944) es una socióloga, educadora, autora y activista lesbiana alemana. En 2007, fue condecorada con la Orden del Mérito de la República Federal de Alemania por su lucha en la emancipación de las lesbianas en Alemania.

## Trayectoria
Ilse Kokula nació en Żagań en 1944, creció en Franconia y vive en Berlín desde 1971. Era la hija mayor de ocho hermanos. Empezó a formarse como cocinera pero después estudió Trabajo Social en la Escuela Técnica Superior.  En 1967 completó sus estudios en Baviera.
Tras unos años como trabajadora social, Kokula asistió a la Escuela Superior de Pedagogía de Berlín donde se matriculó en pedagogía. Escribió su tesina sobre el grupo de lesbianas del Centro de Acción Lésbica de Berlín Occidental (LAZ), en el que ella misma participaba activamente. A mediados de la década de 1970, ya que las lesbianas eran un tema tabú en la sociedad, publicó este trabajo bajo el seudónimo de "Ina Kuckuck" con el título Der Kampf gegen Unterdrückung (La lucha contra la opresión) en la editorial Frauenoffensive de Múnich.
Después trabajó durante varios años antes de obtener un doctorado en sociología en la Universidad de Bremen en 1982. El resultado fueron dos libros más: Weibliche Homosexualität um 1900 in zeitgenössischen Dokumenten (Homosexualidad femenina alrededor de 1900) y Formen lesbischer Subkultur (Formas de subcultura lésbica).  En 1985, Kokula fue nombrada por la Universidad de Utrecht primera profesora visitante de "Historia social y socialización de las mujeres lesbianas" en una cátedra especial, lo que le valió el título de profesora.
Trabajó durante varios años como investigadora y profesora independiente hasta que se convirtió en funcionaria de igualdad de oportunidades del Departamento de Igualdad de Género del Senado de Berlín en Berlín Occidental en el año de la caída del Muro de Berlín (1989). Allí expuso diversos temas para su discusión. Entre ellos que se deberían conmemorar las cuestiones de la persecución de los homosexuales en la Alemania nazi y el Holocausto, que las autoridades urbanas deberían promover la emancipación de lesbianas y gays o qué historia y perspectivas tendrían las lesbianas y los gays en los nuevos estados federados (antes República Democrática Alemana, RDA). Estos, entre otros debates, fueron publicados en la sección Documentos de Emancipación Lesbiana-Gay de la Unidad de Estilos de Vida Homosexuales (editada por el Departamento de Juventud y Familia del Senado, Berlín).
Durante más de cuatro décadas, Kokula ha sido investigadora, con trabajos pioneros sobre el presente y la historia de las mujeres lesbianas (realizados en la década de 1970 y principios de la de 1980) que sirvieron de base a investigadores más jóvenes en historia, sociología, psicología y estudios literarios. Ha trabajado como activista política en el movimiento feminista y lésbico (incluido el grupo de mujeres de acción homosexual de Berlín Occidental, abreviado HAW), más tarde en el Centro de Acción Lésbica de Berlín Occidental, en las revistas UKZ (Nuestro pequeño periódico) y Frente Lésbico Suizo. También ha mantenido la cooperación entre lesbianas y gais y en la exposición Eldorado: Mujeres y hombres homosexuales en Berlín 1850-1950, que tuvo lugar en 1984 en Berlín. 
Kokula fue miembro del movimiento de mujeres y lesbianas (incluido el fundador de la Fundación para el Archivo del Movimiento de Mujeres Alemán).  Como investigadora lesbiana y luchadora por la emancipación, su papel de funcionaria de igualdad de género en la administración fue una fuente de tensión dentro y fuera de las instituciones y las partes interesadas. Tras siete años, Kokula dejó este puesto y trasladó su campo de actividad al de la protección de la juventud.
Desde su jubilación en 2004, trabajó como voluntaria en el Centro de Mujeres Frieda de Berlín, donde organiza periódicamente conferencias y debates sobre diversos aspectos de la vida lésbica.

## Reconocimientos
En 2007, Ilse Kokula fue condecorada con la Orden del Mérito de la República Federal de Alemania por su lucha en la emancipación de las lesbianas en Alemania. Posteriormente, en 2018, el Senado de Berlín le concedió el Preis für Lesbische Sichtbarkeit (Premio a la Visibilidad Lésbica), un reconocimiento creado ese mismo año con el objetivo de destacar trayectorias que han contribuido a la visibilidad de las lesbianas. Este premio además buscaba recuperar y poner en valor las aportaciones de Kokula. ya que fue la primera Responsable de Igualdad de Oportunidades del Departamento de Estilos de Vida del Mismo Sexo del Senado, desde donde promovió debates clave, como la conmemoración de las víctimas homosexuales del nazismo y la integración social de las personas homosexuales.

## Obra
- 1975 - Der Kampf gegen Unterdrückung . Frauenoffensive (utilizando el seudónimo: Ina Kuckuck).
- 1981 - Weibliche Homosexualität um 1900 in zeitgenössischen Dokumenten.
- 1983 - Formen lesbischer Subkultur.
- 1986 - Jahre des Glücks, Jahre des Leids – Gespräche mit älteren lesbischen Frauen.
- 1987 - Wir leiden nicht mehr, sondern sind gelitten! Lesbisch leben in Deutschland.
- 1991 - Die Welt gehört uns doch! Zusammenschluss lesbischer Frauen in der Schweiz der 30er Jahre (Mitautorin: Ulrike Böhmer).
- Magnus Hirschfeld – Leben und Werk. Ausstellungskatalog.